# Parti nul
Le Parti nul est un parti politique provincial québécois fondé en 2009,,. Le parti se présente lui-même comme un parti de protestation envers le système électoral, permettant aux citoyens de manifester leur mécontentement face à la structure politique existante dans la province.
Son nom est un jeu de mots: l'expression partie nulle, à consonance similaire, signifie l'issue d'une partie de laquelle aucun des joueurs ne gagne.
Depuis sa fondation en 2009, Renaud Blais en est le chef.

## Contestation du système électoral
Comme l'explique le slogan du parti, « Aucune de ses réponses », le Parti nul cherche à se positionner comme une voix pour les électeurs insatisfaisants par les options de candidats offerts à eux. Tel que l'explique le parti : « en introduisant une case nulle, [le Parti nul] veut pallier le fait que les votes annulés – soit les refus exprimés – ne sont pas comptabilisés dans le résultat de l’élection. » 
Ceux-ci ont fréquemment fait connaître leur position sur la possibilité de comptabiliser les votes blancs et les votes nuls. Dans le système électoral québécois actuel, « le bulletin de vote délibérément annulé [est] assimilé à la catégorie des "votes rejetés", non considérés dans le résultat de l’élection. » 
Le Parti nul est un des sujets du film Les Perdants de Jenny Cartwright,.

## Résultats électoraux
|          |       |
| 10 / 125 | (8 %) |
|          |       |

|         |       |
| 0 / 125 | (0 %) |
|         |       |

|        |  |
| 0,06 % |  |
|        |  |

|          |          |
| 24 / 125 | (19,2 %) |
|          |          |

|         |       |
| 0 / 125 | (0 %) |
|         |       |

|        |  |
| 0,18 % |  |
|        |  |

|          |          |
| 16 / 125 | (12,8 %) |
|          |          |

|         |       |
| 0 / 125 | (0 %) |
|         |       |

|        |  |
| 0,09 % |  |
|        |  |

|         |         |
| 9 / 125 | (7,2 %) |
|         |         |

|         |       |
| 0 / 125 | (0 %) |
|         |       |

|        |  |
| 0,03 % |  |
|        |  |